# Kopek (groupe)
Kopek est un groupe irlandais de rock alternatif originaire de Dublin formé en 2002. Après avoir gagné le Global Battle of the Bands en 2005 il a sorti deux albums, White Collar lies (2010, 2012) et Rise (2014). Bien qu'il n'y ait pas eu d'annonce officielle de séparation, le groupe ne semble pas avoir donné de nouvelles depuis 2015.

## Historique

### Débuts
Le batteur Shane Cooney et le bassiste Brad Kinsella étaient voisins pendant leur enfance à Dublin et partagaient leur intérêt pour le rock. Le premier chanteur à avoir répondu à leur offre dans un magazine local pour musiciens est Daniel Jordan d'Ashbourne. Ainsi le groupe Bloom est né, dont le nom a rapidement été changé pour Kopek.
Leurs premiers concerts à Dublin incluaient de nombreux concours (battle of the bands en anglais), que le trio gagnait régulièrement. De 2002 à 2009, Kopek a tourné et continué de gagner des concours dans le monde entier. En 2005, le groupe a gagné le Best Live Act au Global Battle of the Bands, sa récompense de 100 000 dollars et une tournée mondiale.
Leur single Stop sorti en juin 2007 atteint la 9e place des ventes en Irlande. Leur single Cocaine Chest Pains est resté 12 semaines dans le top 40 des chansons rock au classement Billboard, leur meilleure place étant la 28e.
En 2009, les labels dublinois Religion Music et Plug Artists signent avec le groupe pour plusieurs albums.

### White Collar Lies
Le premier album White Collar lies sort d'abord sur iTunes en juin 2010, puis sur support le 18 janvier 2011. L'album est mixé par Tom Lord-Alge (Green Day, Manic Street Preachers, Marilyn Manson, U2, Blink-182, The Rolling Stones) et masterisé par Grammy Winner Ted Jensen (Creed, Santana). La chanson Love is Dead figure dans les films Saw 3D (sorti en 2010 en salles) et la chanson Bring it on Home figure dans American Pie 4 (sortie en salles en 2012).
Kopek fait une tournée aux États-unis de janvier à juillet 2011,. En 2012, ils signent avec le label européen Century Media Records et rééditent l'album White Collar Lies. Ils effectuent une tournée européenne à l'automne 2012 avec le groupe suédois Royal Republic.

### Rise
Shane Cooney est remplacé par Eoin Ryan à la batterie. Le deuxième album Rise est sorti le 7 novembre 2014. Kopek donne 6 concerts en Allemagne en mars 2015 avec le groupe anglais The Arkanes, et ne donne plus de nouvelles depuis.

## Discographie

### Singles
- Stop (2007)
- Cocaine Chest Pains (2010)
- Love is Dead (2010)
- Revolution (2014)